# Alden (Minnesota)
Alden ist eine Kleinstadt (mit dem Status „City“) im Freeborn County im US-amerikanischen Bundesstaat Minnesota. Das U.S. Census Bureau hat bei der Volkszählung 2020 eine Einwohnerzahl von 583 ermittelt.

## Geografie
Alden liegt auf 43°40′13″ nördlicher Breite und 93°34′34″ westlicher Länge und erstreckt sich über 2,85 km².
Benachbarte Orte von Alden sind Freeborn (12,6 km nördlich), Albert Lea (19 km östlich), Twin Lakes (24,1 km südöstlich), Conger (10,2 km südöstlich) und Wells (15,6 km nordwestlich).
Die nächstgelegenen größeren Städte sind Minneapolis (172 km nördlich), Minnesotas Hauptstadt Saint Paul (178 km in der gleichen Richtung), Rochester (118 km nordöstlich), Iowas Hauptstadt Des Moines (265 km südlich) und Sioux Falls in South Dakota (261 km westlich).

## Verkehr
Südlich des Zentrum verläuft in West-Ost-Richtung mit der Interstate 90 der längste Interstate Highway des Landes. Die Minnesota State Route 109 führt als Hauptstraße durch das Stadtgebiet von Alden und erreicht bei der Einmündung in die I 90 ihren östlichen Endpunkt. Alle weiteren Straßen sind untergeordnete teils unbefestigte Fahrwege sowie innerörtliche Straßen.
In West-Ost-Richtung führt eine Eisenbahnlinie für den Frachtverkehr durch das Stadtgebiet von Alden.
Mit dem Albert Lea Municipal Airport befindet sich 20,1 km östlich ein kleiner Regionalflughafen. Der nächste Großflughafen ist der Minneapolis-Saint Paul International Airport (167 km nördlich).

## Demografische Daten
Nach der Volkszählung im Jahr 2010 lebten in Alden 661 Menschen in 268 Haushalten. Die Bevölkerungsdichte betrug 231,9 Einwohner pro Quadratkilometer. In den 268 Haushalten lebten statistisch je 2,47 Personen.
Ethnisch betrachtet setzte sich die Bevölkerung zusammen aus 96,7 Prozent Weißen, 0,5 Prozent amerikanischen Ureinwohnern, 0,5 Prozent Polynesiern sowie 1,5 Prozent aus anderen ethnischen Gruppen; 0,9 Prozent stammten von zwei oder mehr Ethnien ab. Unabhängig von der ethnischen Zugehörigkeit waren 3,9 Prozent der Bevölkerung spanischer oder lateinamerikanischer Abstammung.
26,0 Prozent der Bevölkerung waren unter 18 Jahre alt, 56,3 Prozent waren zwischen 18 und 64 und 17,7 Prozent waren 65 Jahre oder älter. 51,9 Prozent der Bevölkerung war weiblich.

Das mittlere jährliche Einkommen eines Haushalts lag bei 45.682 USD. Das Pro-Kopf-Einkommen betrug 25.204 USD. 6,8 Prozent der Einwohner lebten unterhalb der Armutsgrenze.